# Dembowski (Mondkrater)
Dembowski ist ein Einschlagkrater auf der Mondvorderseite östlich des Sinus Medii, südöstlich des Kraters Triesnecker und nordöstlich von Godin. Der Kraterrand ist stark erodiert, der nordöstliche Teil und das Innere ist von einem Lavafluss überdeckt.
| Buchstabe | Position         | Durchmesser | Link |
| --------- | ---------------- | ----------- | ---- |
| A         | 3° N, 6,44° O    | 5 km        |      |
| B         | 2,5° N, 6,21° O  | 7 km        |      |
| C         | 2,03° N, 7,33° O | 15 km       |      |

Der Krater wurde 1935 von der IAU nach dem italienischen Astronomen Ercole Dembowski offiziell benannt.